# Diecéze brooklynská
Diecéze Brooklyn (latinsky Dioecesis Bruklyniensis) je římskokatolická diecéze sufragánní vůči Newyorkské arcidiecézi. Její teritorium zahrnuje dvě z pěti městských částí New Yorku: Brooklyn a Queens. Katedrálou je brooklynská bazilika sv. Jakuba, od roku 2013 je konkatedrálou kostel sv. Josefa v Brooklynu.

## Stručná historie

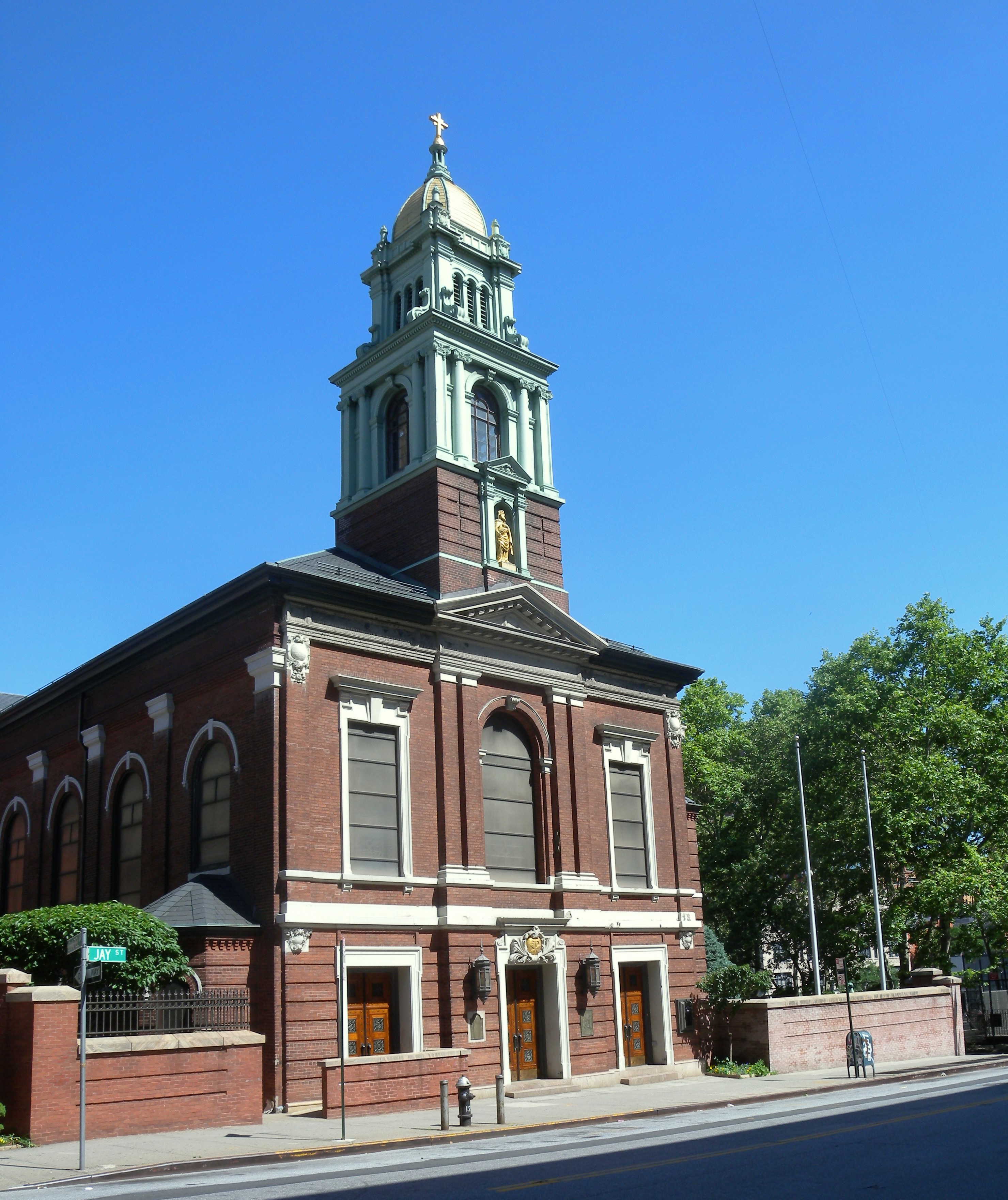
Katedrální bazilika sv. Jakuba v Brooklynu

Po vzniku brooklynských loděnic (Brooklyn Navy Yard) v roce 1801 začala růst populace Brooklynu, a také počet katolíků,. především irského původu. Roku 1822 vznikla první brooklynská katolická farnost sv. Jakuba, roku 1834 přišly do Brooklynu první řeholnice, sestry křesťanské lásky. Diecéze byla zřízena 29. července 1853 vyčleněním z arcidiecéze newyorské, k níž je sufragánní.